# Pandiaka ramulosa
Pandiaka ramulosa är en amarantväxtart som beskrevs av William Philip Hiern. Pandiaka ramulosa ingår i släktet Pandiaka och familjen amarantväxter. Inga underarter finns listade i Catalogue of Life.